# عزم (فيزياء)
في الفيزياء، العزم (بالإنجليزية: Moment)‏ هو تعبير رياضي يتضمن حاصل ضرب المسافة والكمية المادية. عادة ما يتم تحديد العزوم فيما يتعلق بنقطة مرجعية ثابتة وتشير إلى الكميات المادية الواقعة على مسافة من النقطة المرجعية. بهذه الطريقة، يمثل العزم موقع الكمية أو ترتيبها. على سبيل المثال، عزم القوة، الذي يسمى غالبًا عزم الدوران، هو نتاج قوة مؤثرة على جسم والمسافة من النقطة المرجعية إلى الجسم. من حيث المبدأ، يمكن ضرب أي كمية فيزيائية بمسافة لإنتاج عزم. الكميات شائعة الاستخدام تشمل القوى والكتل وتوزيعات الشحنة الكهربائية.